# Samson i Dalila (obraz Antoona van Dycka z 1630)
Samson i Dalila (niderl. De gevangeneming van Simson) – obraz flamandzkiego malarza późnego baroku Antoona van Dycka, znajdujący się w Muzeum Historii Sztuki w Wiedniu (nr inw. GG_512).
W latach 1628–1630 van Dyck ponownie podjął temat starotestamentowych bohaterów Samsona i Dalili. Po raz pierwszy klasyczną historię Samsona namalował w 1620 roku pod tym samym tytułem Samsona i Dalili. W drugiej wersji zobrazował jeden z wcześniejszych motywów tej historii.

## Geneza obrazu
Temat obrazu został zaczerpnięty ze Starego Testamentu z Księgi Sędziów. Ilustruje jeden z motywów historii filistynki Dalili i zakochanego w niej mocarza Samsona. Zanim odcięto włosy Samsonowi, Dalilia trzykrotnie próbowała wyciągnąć od niego tajemnice jego siły. Tyleż samo mocarz podawał jej fałszywe przyczyny swojej siły. Jedną z nich było związanie go surowymi węzami: 

Rzekła więc Dalila do Samsona: "Powiedz mi, proszę cię, gdzie tkwi twoja wielka siła i czym można by cię związać i obezwładnić". Samson dał jej taką odpowiedź: "Gdyby mnie związano siedmioma surowymi linami jeszcze nie wyschłymi, wówczas osłabnę i stanę się zwykłym człowiekiem". Wtedy przynieśli jej władcy filistyńscy siedem surowych lin jeszcze nie wyschłych i związała go nimi. Oni tymczasem uczynili na niego zasadzkę w pokoju, a ona krzyknęła: "Samsonie, Filistyni są nad tobą!” On jednak pozrywał liny, tak jak rwie się nitka zgrzebna, nadpalona przez ogień. Nie poznano więc, w czym tkwi jego siła. (Sdz 16 6-9)

## Opis obrazu
Druga wersja van Dycka jest jeszcze bardziej dynamiczna niż pierwsza. Emocje widoczne są na wszystkich twarzach zebranych. W centralnej części płótna widać zbudzonego Samsona, który walczy z przybyłymi siepaczami. Liny którymi był związany pękają na wiele kawałków. Ich kruchość kontrastuje z umięśnionym ciałem siłacza. Prawa strona obrazu jest wypełniona postaciami żołnierzy, którzy symbolizują siłę i przemoc. Lewą stronę zajmuje Dalila, leżąca na łożu i wydobywająca się z cienia postać starej służki. Pies u dołu symbolizuje tu miłość.
Obraz nosi wyraźnie wpływy dwóch wielkich malarzy: Rubensa (w ukazanych postaciach) i Tycjana (w intensywności kolorów).